# Sphodromantis baccettii
Sphodromantis baccettii La Greca & Lombardo, 1987 è una mantide della famiglia Mantidae, endemica dell'Africa Orientale.
L'epiteto specifico è un omaggio allo zoologo italiano Baccio Baccetti (1931–2010).